# Rebaudiozidă A
Rebaudiozida A este o glicozidă derivată de la steviol, care este utilizată ca îndulcitor și înlocuitor de zahăr. Este unul dintre principalii compuși dulci din frunzele speciei Stevia rebaudiana (împreună cu steviozida), aceasta fiind o plantă originară din America de Sud. Este de 240 de ori mai dulce decât zahărul.